# Rosetta (pel·lícula)
Rosetta és una pel·lícula franco-belga dirigida per Jean-Pierre i Luc Dardenne i estrenada el 1999. Ha estat subtitulada al català.

## Argument
Rosetta, jove de 18 anys, acaba de ser acomiadada de la fàbrica, al final del període de prova. Encoleritzada per l'anunci del seu acomiadament, la policia està obligada a evacuar-lo. S'enfonsa, i viu en una caravana amb la seva mare, alcohòlica.
Rosetta porta tots els dies una guerra sense descans per trobar treball. Lluita contra la seva mare. Troba una altra feina, la perd, la retroba. S'obsessiona per la por a desaparèixer, per la vergonya de ser una desplaçada. Voldria una vida «normal», com els altres, entre ells.

## Comentaris
Després de La Promesse  que va tenir una audiència mínima, Rosetta  va popularitzar la "pota Dardenne", molt naturalista, a prop dels principis del dogma 95 sobre la forma i del cinema social anglès sobre el fons. Una narració accessible a tots i un tema popular són juxtaposats amb un estil sec, ansiós i documental. Càmera a l'espatlla, els realitzadors enganxen convulsivament al seu personatge principal en situacions de la vida quotidiana on s'entrecreuen allò que és trivial i allò extraordinari (escena de treball a la fàbrica acabada en un acomiadament que va malament).
Fa xocar moviments contraris com la passivitat i l'agitació dels cossos, els sentiments de ràbia i els d'una alegria molesta, la solidaritat de classe i la maldat interessada... Recompensat amb una Palma d'Or al Festival Internacional de Cinema de Cannes,1999, atorgada per unanimitat (mentre que tothom esperava la consagració de Pedro Almodóvar amb  Todo sobre mi madre ), la pel·lícula va ser violentament criticada en el seu temps. Va ser titllada d'una certa complaença i de "miserabilisme" en retratar una jove aturada valona interpretada per Émilie Dequenne (igualment premiada a Canes), de 18 anys aleshores i que va ser la seva primera aparició a la pantalla.

La direcció del festival havia expressat d'altra banda el seu descontentament per aquesta tria, com va explicar la dramaturga Yasmina Reza, membre del jurat aquell any, en una entrevista el 2007: 
| « | Segur, i no és una sorpresa per a ningú, Gilles Jacob estava en profund desacord amb el nostre palmarès [Palma d'Or: Rosetta nldr]... | » |

. La pel·lícula va tenir no obstant això els seus adeptes i va saber trobar el seu públic.
Opinió de la premsa el 1999:
- Jean-Jacques Rue de "Cine Rom ha dit que... comprovant el domini que espaterra de l'escenificació i la força torbadora de la interpretació d'Émilie Dequenne, es comprèn millor perquè la radicalitat de Rosetta  pot molestar els tebis."
- Pierre Vavasseur del diari Le Parisien ha dit que «No només la pel·lícula no ha robat la seva Palma d'Or a Canes, ni Émilie Dequenne el seu premi d'interpretació, però gràcies a la seva destacable actriu, aquests dos cirurgians del social que són els germans Dardenne filmen a cor obert. »
- Marine Landrot Télérama ha dit que « Després la "psicoanàlisi" salvatge del jove Igor de La Promesse, obligat a " matar " la seva desferra de pare per esdevenir un home de bé, Rosetta és una nova immersió a l'inconscient ferit d'un infant. »
- Frédéric Bonnaud del diari Les Inrockuptibles ha dit que « si Rosetta impressiona tant, és perquè no cedeix mai a l'explicació. Tota la persecució de la seva pròpia rudesa formal (...), la pel·lícula va fins a refusar els encants fàcils de l'empatia. »
- Laurent Marchi, del Planète Cinéma, ha dit que « Rosetta és el resultat d'un extrem treball que no deixa el lloc a la improvisació. La paradoxa i la bellesa del treball que se sosté justament en aquesta impressió que tot és preparat, pensat, és escrit i és repetit. » I després cal reconèixer que la jove actriu és particularment encantadora i talentosa.

## Repartiment
- Émilie Dequenne: Rosetta
- Fabrizio Rongione: Riquet
- Anne Yernaux: la mare
- Maxime De Raes: l'amo
- Bernard Marbaix: el guàrdia del camping
- Frédéric Bodson: el cap de personal
- Florian Delain: el fill de l'amo
- Christiane Dorval: primera dependenta
- Sophia Leboutte: la dona acomiadada
- Jean-François Noville: l'empleat de l'Oficina Nacional d'Ocupació

## Influències
Rosetta  és una pel·lícula molt influenciada pel Neorealisme italià (Vittorio De Sica, Roberto Rossellini), el cinema de Maurice Pialat (L'enfance nue i sobretot Passe ton bac d'abord), la pel·lícula  Mouchette  de Robert Bresson on encara certes obres de John Cassavetes entre les quals  Una dona ofuscada  pel retrat viu i agitat d'una dona a la vora de la implosió, totalment inadaptada al seu univers quotidià.
Aquesta pel·lícula té també similituds amb Klinkaart  (1956) de Paul Meyer.

## Al voltant de la pel·lícula
La pel·lícula ha llançat la creació en Bèlgica del «Pla Rosetta » afavorint la inserció dels joves en el mercat laboral i procurant-los una experiència professional en els sis mesos seguint els seus estudis. L'objectiu es va ampliar i aquest pla promou ara el reclutament de tots els joves cercadors de feina.